# هرکول (شخصیت کمیک)
هرکول (به انگلیسی: Hercules) یک شخصیت خیالی ابرقهرمان در کتاب‌های کامیک منتشر شده توسط مارول کامیکس است؛ که برای اولین بار، در شمارهٔ ۱ از مجلهٔ سفر به درون رمز و راز در ژانویه ۱۹۶۵ معرفی شد.